# Christoffer Nyman
Christoffer Nyman (ur. 5 października 1992 w Norrköping) – szwedzki piłkarz, grający na pozycji napastnika.

## Kariera klubowa
Nyman profesjonalną karierę rozpoczął w klubie IFK Norrköping, w którym, z przerwą na krótkie wypożyczenie do zespołu IF Sylvia w 2011 roku, występuje do tej pory.

## Kariera reprezentacyjna
W reprezentacji Szwecji zadebiutował 26 stycznia 2013 roku w towarzyskim meczu przeciwko Finlandii. Na boisku pojawił się w 79 minucie meczu.
| Mecze i gole w reprezentacji | Mecze i gole w reprezentacji | Mecze i gole w reprezentacji | Mecze i gole w reprezentacji | Mecze i gole w reprezentacji | Mecze i gole w reprezentacji | Mecze i gole w reprezentacji |
| #                            | Data                         | Stadion                      | Rywal                        | Wynik                        | Gol                          | Rozgrywki                    |
| 2013                         | 2013                         | 2013                         | 2013                         | 2013                         | 2013                         | 2013                         |
| ---------------------------- | ---------------------------- | ---------------------------- | ---------------------------- | ---------------------------- | ---------------------------- | ---------------------------- |
| 1.                           | 26.01.2013                   | Chiang Mai, Tajlandia        | Finlandia                    | 3:0                          | 0                            | towarzyski                   |
| 2014                         |                              |                              |                              |                              |                              |                              |
| 2.                           | 21.01.2014                   | Abu Zabi, ZEA                | Islandia                     | 2:0                          | 0                            | towarzyski                   |